# Caecostenetroides
Caecostenetroides är ett släkte av kräftdjur. Caecostenetroides ingår i familjen Gnathostenetroidae.
Kladogram enligt Catalogue of Life:
| Caecostenetroides | \| \| Caecostenetroides ascensionis \| \| \| \| \| \| Caecostenetroides ischitanum \| \| \| \| \| \| Caecostenetroides mooreus \| \| \| \| \| \| Caecostenetroides nipponicum \| \| \| \| \| \| Caecostenetroides ruderalis \| \| \| \| |
|                   | \| \| Caecostenetroides ascensionis \| \| \| \| \| \| Caecostenetroides ischitanum \| \| \| \| \| \| Caecostenetroides mooreus \| \| \| \| \| \| Caecostenetroides nipponicum \| \| \| \| \| \| Caecostenetroides ruderalis \| \| \| \| |
|                   | Gnathostenetroides |
|                   | |
|                   | Maresiella |
|                   | |
|                   | Neostenetroides |
|                   | |
|                   | Caecostenetroides ascensionis |
|                   | |
|                   | Caecostenetroides ischitanum |
|                   | |
|                   | Caecostenetroides mooreus |
|                   | |
|                   | Caecostenetroides nipponicum |
|                   | |
|                   | Caecostenetroides ruderalis |
|                   | |

|  | Caecostenetroides ascensionis |
|  |                               |
|  | Caecostenetroides ischitanum  |
|  |                               |
|  | Caecostenetroides mooreus     |
|  |                               |
|  | Caecostenetroides nipponicum  |
|  |                               |
|  | Caecostenetroides ruderalis   |
|  |                               |